# 수익
회계에서 수익(收益, revenue)은 주요 영업활동으로 인한 자본(순자산)의 증가액이다. 자본은 자산에서 부채를 뺀 것이므로, 수익이 발생했다는 것은 자산이 증가하거나 부채가 감소했다는 것을 의미한다. 수익금액은 공급한 것의 공정가치가 아니고, 수취대가의 공정가치로 측정된다. 인식시기는 거래형태별로 다양하다. 수익에서 비용을 차감한 잔액을 이익이라고 한다.

## 같이 보기
- 이익
- 자본
- 자산
- 부채
- 비용